# Медный век
Ме́дный век, медно-каменный век, халколит (от греч. χαλκός — медь + λίθος — камень), энеолит (от лат. aeneus — медный + греч. λίθος — камень) — эпоха в развитии человечества, переходный период от неолита (нового каменного века) к бронзовому веку.
Термин предложил в 1876 году на международном археологическом конгрессе венгерский археолог Ференц Пульский для уточнения первоначальной классификации Томсена, в которой за каменным сразу следовал бронзовый век.
Медный век приблизительно охватывает период IV—III тысячелетия до н. э., но на некоторых территориях существовал и дольше, а на некоторых отсутствовал вовсе. Чаще всего энеолит относят к бронзовому веку, но иногда считают и отдельным периодом. Во времена энеолита были распространены медные орудия, но преобладали по-прежнему каменные.

## Особенности медного века
Медный век относят к эпохе раннего металла в Евразии. Его характерной особенностью является использование оружия и орудий, которые либо ковались, либо отливались из меди без использования различных искусственно введённых примесей. Использование же бронзы относится уже к следующей, более высокотехнологичной эпохе развития человечества — бронзовому веку.
В настоящее время существует два основных подхода, на основании которого археологическую культуру можно отнести к медному веку. Первый (так называемый «евразийский») основан на базовых принципах построения общеевразийской периодизации эпохи раннего металла. Согласно ей был выделен ряд взаимосвязанных культур, в каждой из которых создание и обработка металла ориентировалась на «добронзовую» фазу развития. Согласно этому принципу, существовало несколько культур, которые имели свои центры добычи и обработки металла, которые около 4800/4700 — 3600/3500 годов до н. э. сформировали так называемую систему Балкано-Карпатской металлургической провинции, которая включала в себя как «горно-металлургические» (добывающие) центры, располагавшиеся в зоне месторождений медной руды и где были сосредоточены операции по добыче и первичной обработке руды, так и «металлообрабатывающие» центры, которые могли располагаться в отдалении от рудных месторождений, но в них доставлялся металл из добывающих центров, на котором они и работали. Основная технология металлообработки в ней использовала чистую медь, а не медные сплавы (ранняя технология металлообработки). Существует и другой подход — так называемый локальный, согласно которому оцениваются разные, часто никак не связанные в отдельную систему, археологические культуры. Для того, чтобы их отнести к медному веку, анализируется факт появления самых ранних металлических изделий в локальных древних обществах. В данном подходе считается неважным, являются ли изделия оружием или орудиями, а также какой химический состав имеют используемые металлы. При подобном подходе для отнесения к медному веку могут использоваться изделия из металла или предметы достаточно развитых форм, включая и бронзовые. В результате к медному веку относят археологические культуры, датированные 6—2 тысячелетиями до н. э., причём ареал, на который они распространяются, может быть не связан с основными металлургическими центрами.
Термин «медный век» применяется в первую очередь к археологическим культурам Евразии. Его использование по отношению к культурам Америки и Африки, в которых металлоносные культуры развивались существенно иначе, применяется редко. Что касается Австралии, то в ней эпоха раннего металла отсутствует.

## Терминология
Первоначально не выделялось отдельного этапа для периодизации эпохи раннего металла. В господствующей до второй половины XIX века Системе трёх эпох Томсена выделялось только три этапа: Каменный век, Бронзовый век и Железный век, причём Бронзовый век относился к периодам, когда основным материалом для производства орудий или оружия была либо медь, либо бронза. Древние авторы, на которых ссылались образованные люди XIX века, не использовали разные термины для медных или бронзовых изделий.
В 1881 году археолог Джон Эванс указал, что использование меди часто предшествовало использованию бронзы. Разделяя эпоху Бронзового века на три этапа (раннего, среднего и позднего Бронзового века), он ввёл перед ними переходный этап для орудий из меди, однако он не представил его как отдельный век, предпочтя сохранить традиционную систему трёх эпох.
В 1884 году итальянец Гаэтано Кьеричи, возможно, на основании работы Эванса, назвал медный век на итальянском языке энеолитикой (итал. eneo-litica, в буквальном переводе — медно-каменный). Данный термин не означал, что период был единственным, когда использовались медь и камень. Во время Медного века использовалась медь, однако камень продолжал использоваться как на протяжении Бронзового века, так и во время Железного века. Термин «litica» обозначал отправную точку, с которой началась новая эпоха.
Позже британские учёные использовали либо термин «медный век» (англ. Copper Age) Эванса, либо термин «энеолит» (англ. Eneolithic, от Æneolithic, перевод энеолитики Кьеричи). Однако спустя несколько лет начали появляться жалобы от не знающих латинский язык на то, что термин «энеолит» получен из термина «e-neolithic» (вне неолита), что не является характеристикой использования в нём меди. В результате около 1900 года многие авторы начали использовать термин «халколит» (англ. Chalcolithic). В результате для обозначения одной эпохи используется 3 синонимичных термина: Медный век, энеолит и халколит.
В европейской археологической литературе в настоящее время термин «халколит» практически не используется, авторы предпочитают термин «медный век». Исключение составляют только некоторые британские исследователи. В то же время термин «халколит» широко используется ближневосточными археологами.

## Медные технологии

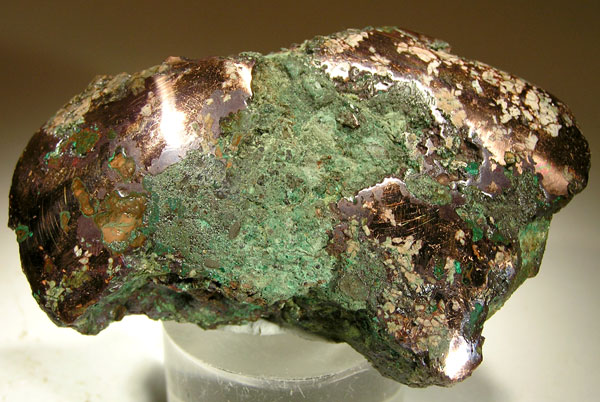
Медный самородок, обработанный людьми Старого медного комплекса, округ Онтонагон, штат Мичиган

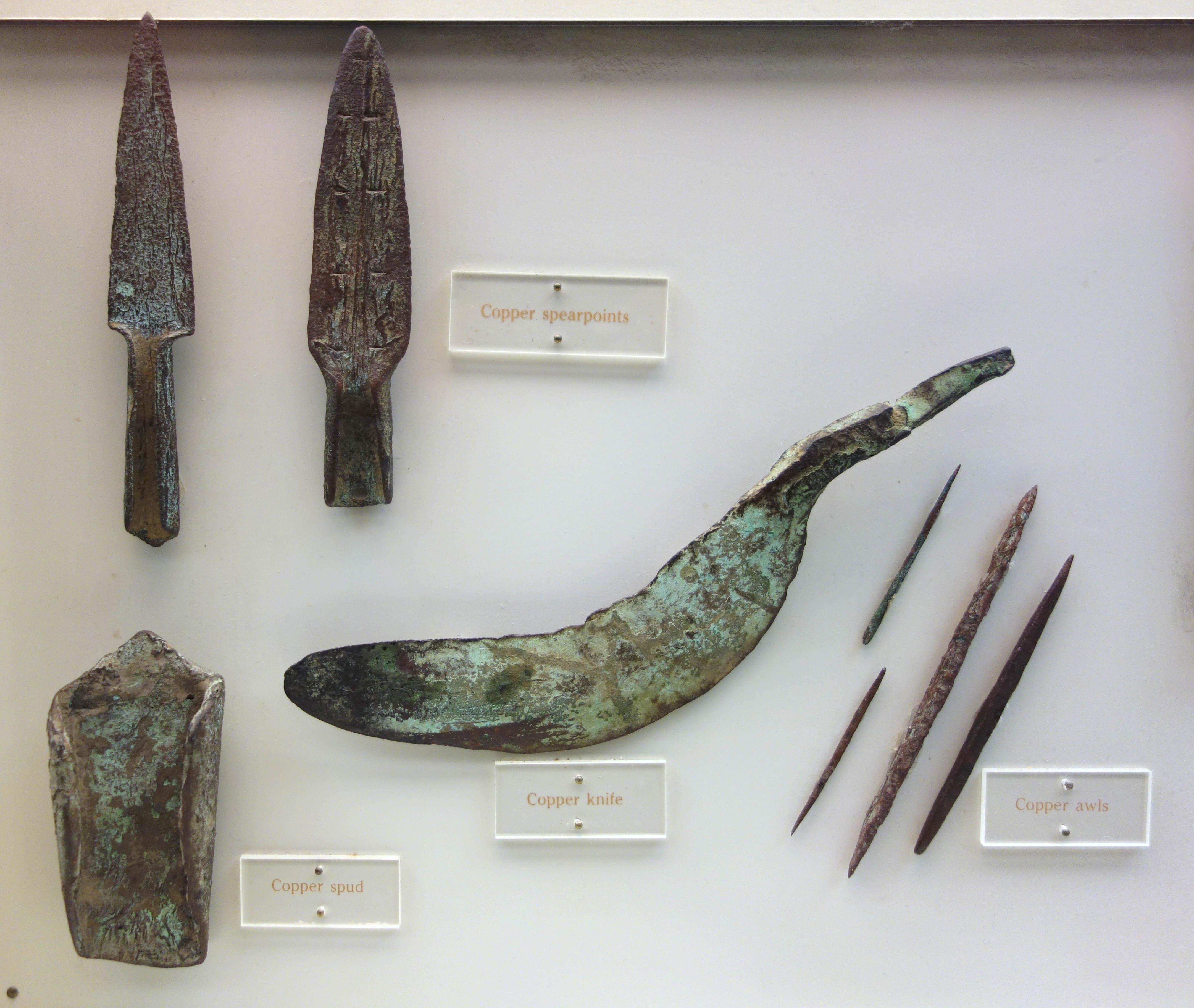
Медные орудия позднего архаичного периода. Штат Висконсин, 3000—1000 гг. до н. э.

Добычу руд человек освоил ещё во время неолита, когда появились первые шахты, в которых добывался камень, служивший сырьём для орудий. В Верхнем палеолите люди приносили на свои стоянки самородки металла и метеоритного железа. Некоторые породы, которые отличаются высоким содержанием железа и ряда других металлов, использовались для создания минеральных красок. Однако для изготовления орудий эти металлы не использовались, хотя в принципе эта технология уже была достижима. Востребованной технология создания металлических предметов стала только после перехода к производящему хозяйству, когда увеличилась производительность труда, возникло пашенное земледелие, что привело в итоге к развитию специализации ремёсел, а также возникновению активного обмена, который постепенно стал охватывать достаточно большие территории.
Знакомство человека с медью произошло через самородки, которые принимали за камни и пытались обычным образом обработать, ударяя по ним другими камнями. От самородков куски не откалывались, но они деформировались и им можно было придать необходимую форму. Сплавлять медь с другими металлами для получения бронзы тогда не умели. Во время деформации медного самородка (с определённой силой, скоростью и частотой) энергия удара по самородку превращалась в энергию формоизменения[уточнить] и в энергию тепловую. Медный самородок в результате многочисленных ударов мог даже нагреться на 100 °C выше температуры окружающей среды. В некоторых культурах для увеличения пластичности самородки после ковки прогревали, что приводило к отжигу дефектов, образованных в результате холодной деформации.
Медь нередко можно найти в виде самородков, причём в достаточно больших количествах. Она легко обрабатывается, однако представляет собой настолько мягкий материал, что в чистом виде она сравнительно бесполезна для большинства инструментов и оружия. В то время как начали появляться первые изделия из меди, каменная технология была достаточно развитой, при этом каменные орудия для многих задач оказывались предпочтительнее медных. Но при этом медь — красивый металл: если её очистить и отполировать, то поверхность будет иметь блестящий тёмно-рыжий цвет. В результате медь стала часто использоваться для создания украшений и предметов роскоши. Хотя медь могла использоваться для орудий, которые невозможно сделать из камня (шило, крючки) — для их изготовления также использовали свежую кость, которая легко обрабатывается, легко добывается и со временем отверждается, в то время как медь остаётся мягкой.
Поскольку медь достаточно мягка, то её можно обрабатывать методом холодной ковки каменными инструментами. Вероятно, ранние кузнецы обнаружили, что «холодная обработка» может увеличить твёрдость меди, однако при этом она становится достаточно хрупкой и легко может треснуть. Однако при плавном нагреве медь будет отжигаться, после чего её вновь можно подвергнуть холодной обработке, в результате чего можно получить инструмент с поверхностью, имеющей относительно высокую прочность, и которой при желании можно придать форму острого края. В результате опытные кузнецы могли получать достаточно качественные небольшие инструменты.
Из-за недостаточного количества самородной меди в Анатолии, где обнаружены самые древние металлические изделия, жителям пришлось осваивать технологию извлечения меди из минералов, содержащих медь в виде оксидов, карбонатов или сульфидов. Для этого использовалась плавка. Точно неизвестно, как была открыта данная операция. Считается, что кому-то удалось обнаружить, что некоторые камни при разогреве их в костре производят расплавленный металл. Первые способы добычи меди из руды были весьма несовершенны. Руда обжигалась на костре, затем нагревалась вместе с древесным углём в довольно примитивных плавильных печах. Однако на костре невозможно добиться температуры выше 600—700 °C, да и большинство костров небольшие и недолговечные, поэтому трудно добиться подходящих условий для плавки.
Существует 2 наиболее вероятных пути открытия технологии плавки, оба они связаны с гончарным делом. Производство глиняной посуды началось в Азии около 9000 года до н. э. Обжиг глины требует высокой температуры. Гончарные печи при правильной загрузке могут поддерживать температуру выше 1000 °C в течение нескольких часов. Для обжига керамики необходимо использовать обжиг при температуре до 1400 °C, а этой температуры достаточно, чтобы выплавить из руды металл.
Вероятно, что после того как появились печи для обжига керамики, люди смогли освоить плавку меди. Обожжённая керамика появилась около 6000 года до н. э. Первое известное литое изделие в Анатолии относится к 5000 году до н. э. К этому времени, вероятно, уже были специальные плавильные печи для получения меди, а кузнецы стали отдельными мастерами.
Несовершенство технологий и ограниченность месторождений, богатых медной рудой, доступной для лёгкой обработки, привела к тому, что наряду с медными орудиями повсеместно использовались и каменные. Низкое распространение меди в энеолите связано, в первую очередь, с недостаточным количеством самородков, а не с мягкостью металла — в регионах, где меди было много, она быстро стала вытеснять камень. Несмотря на свою мягкость, медь имела важное преимущество — медное орудие можно было починить, а каменное приходилось делать заново. Также изделия из меди можно было изготовить быстрее и легче, чем из камня. Кроме того, сделанные из меди предметы оказывались более совершенными, а некоторые (например, гвозди) из камня изготовить было нельзя.

## Археологические данные

### Ближний Восток и Европа

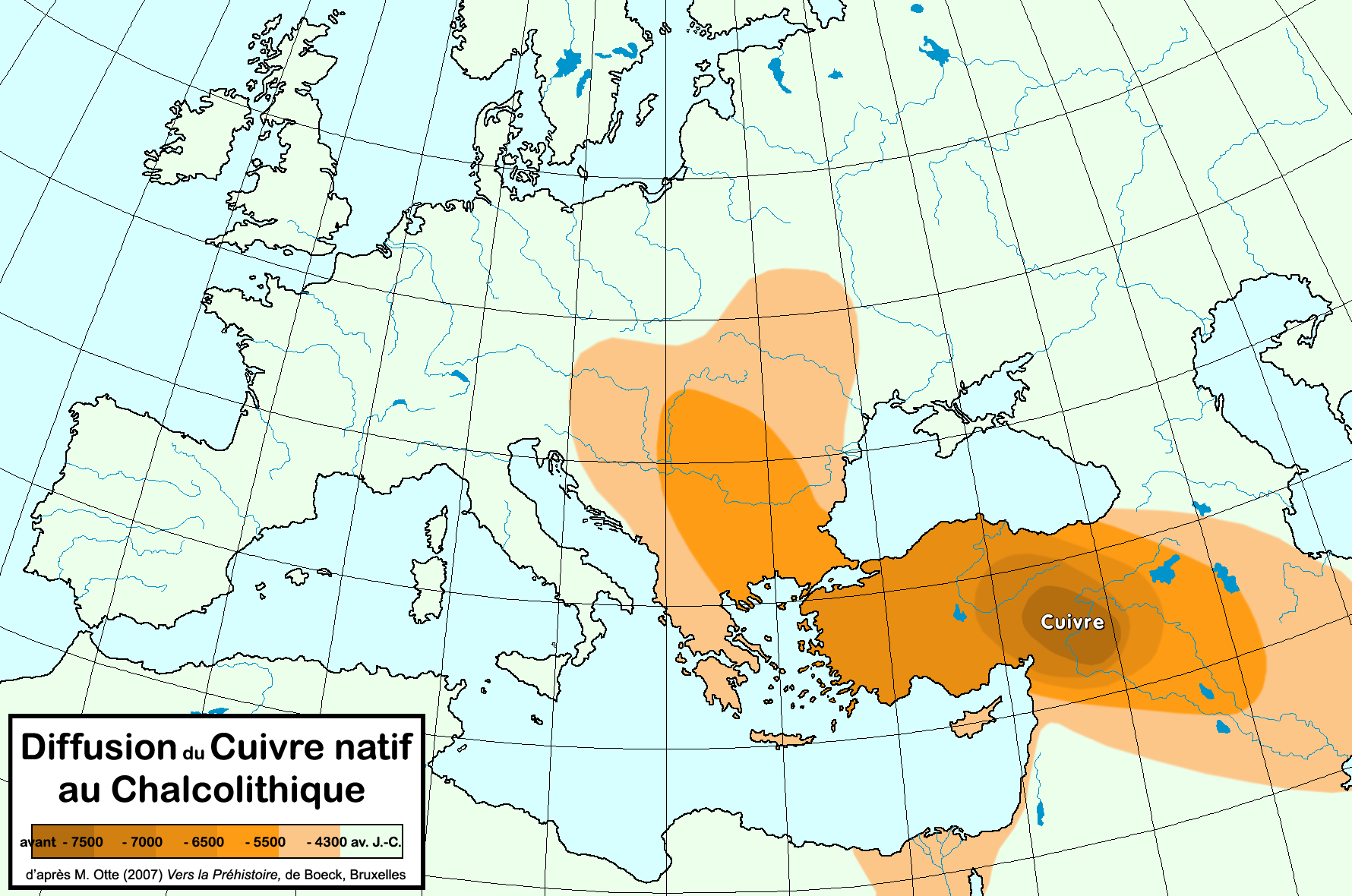
Распространение украшений из меди в начале медного века

Первыми регионами, в которых была освоена выплавка меди из руды, были Передняя Азия, Египет и Индия, где началом медного века следует считать IV тысячелетие до н. э., когда медные и бронзовые орудия труда начали вытеснять каменные. Древнейшие в мире металлические вещи найдены при раскопках в Анатолии. Жители неолитического селения Чайоню одними из первых начали эксперименты с самородной медью. В Двуречье металл узнали в VI тысячелетии до н. э. (самаррская культура), тогда же украшения из самородной меди появились в долине Инда (Мергарх). В Египте и на Балканском полуострове их делали в V тысячелетии до н. э. (Рудна Глава). К началу IV тысячелетия до н. э. медные изделия вошли в обиход самарской, хвалынской, среднестоговской и других культур Восточной Европы.
Энеолит здесь продолжался до III тысячелетия до н. э. К середине III тысячелетия до н. э. в Передней Азии и Южной Европе начинается уже Бронзовый век.

### Азия
На территории совр. Китая изделия из меди появились в V—IV тысячелетиях до н. э. (культура Хуншань, Мацзяяо). Переходной от медного к бронзовому производству является культура Цицзя. К энеолиту также относят Афанасьевскую культуру на Юге Сибири и в Центральной Азии.

### Халколит в Древней Америке

#### Северная Америка
В Северной Америке в районе Великих озёр вблизи озера Верхнее был обнаружен Старый медный комплекс, в котором присутствует 99 % чистой меди, как в рудных жилах, так и в виде самородков в гравийных пластах. Основные рудные карьеры располагались на острове Айл-Ройал, полуострове Куино и реке Брюль. Местные жители из добытой меди научились делать разные медные орудия и украшения. Самые древние артефакты датируются IV тысячелетием до н. э. Также существуют археологические свидетельства, что в Хоупвеллской и Миссисипской культурах использовались литые изделия. При этом медь чаще использовалась для создания предметов, связанных с высоким статусом или ювелирных украшений.
Известно[источник?], что медь из района Великих озёр продавалась в другие североамериканские регионы. Кроме того, существовали и другие месторождения меди, например, в Аппалачах.

#### Южная Америка

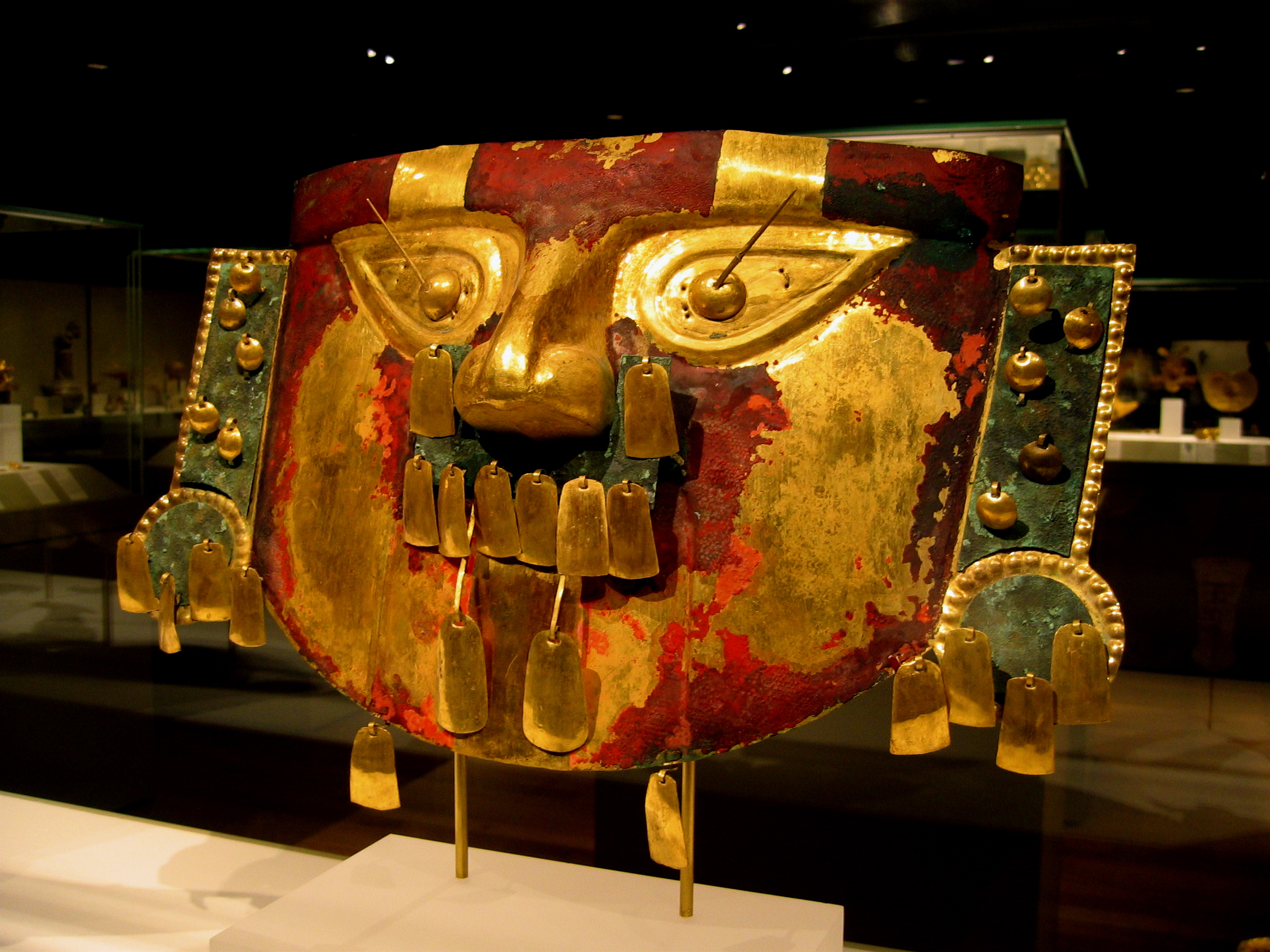
Погребальная маска IX—XI века до н.э., культура Сикан (Перу). Золото, медь, киноварь. Метрополитен-музей

Первые находки медных предметов в Южной Америке относятся к II—I тысячелетиям до н. э. (культура Илама, Чавин). В дальнейшем народы Анд достигли большого мастерства в металлургии меди, особенно культура мочика. Впоследствии эта культура стала выплавлять мышьяковую, а культуры тиуанако и уари — оловянную бронзу. Государство инков Тауантинсуйу уже может считаться цивилизацией развитого бронзового века.

#### Мезоамерика
В Мезоамерике медь появилась намного позже, предполагают, что её изготовление распространилось как культурное влияние Южной Америки через Панамский перешеек. Мезоамериканцы не достигли большого мастерства в этом ремесле, ограничившись лишь медными топорами, иголками и, конечно, ювелирными изделиями. Наиболее продвинутые методы были разработаны миштеками, которые научились создавать великолепно украшенные вещи. Выплавлять бронзу древние мезоамериканцы так и не научились.